# HMS Otus (N92)
«Отус» (N92) (англ. HMS Otus (N92) — військовий корабель, підводний човен типу «Одін» Королівського військово-морського флоту Великої Британії часів Другої світової війни.

## Історія створення
«Отус» був закладений 31 травня 1927 року на верфі компанії Vickers-Armstrongs у Барроу-ін-Фернесс. 5 липня 1929 року увійшов до складу Королівських ВМС Великої Британії. Корабель належав до класу підводних човнів «Одін» і був першим у Королівських ВМС човнів, оснащених сонарами ASDIC та радіо на наддовгих радіохвилях.

## Історія служби
Після введення до строю, підводний човен увійшов до складу 4-ї флотилії ПЧ на Китайській станції британського флоту. З початком Другої світової війни переведений до Середземноморського флоту в Александрію. Діяв у складі 1-ї британської флотилії підводних човнів, брав участь у патрулюванні в Середземному морі. З липня до грудня 1941 року базувався на Мальті, куди був переведений разом з плавучою базою підводних човнів «Медвей» та підводними човнами «Олімпус», «Одін», «Орфеус», «Роквол» і «Грампус». «Отус» залучався до доставлення вантажів на обложений острів, а також патрулювання західної частини Середземного моря та східних вод Атлантичного океану до Азорських островів. Разом з ПЧ «Олімпус» змагався проти французьких човнів на шляхах комунікацій поблизу Орана.
14 серпня 1941 року «Отус» випадково став жертвою «дружнього вогню», коли британський підводний човен «Талісман», патрулюючи північно-західніше за Александрію, прийняв його за ворожий човен та торпедував. На щастя торпеди схибнулися та пройшли мимо.
3 вересня 1941 року підводний човен під командуванням лейтенанта Р. Фавелла здійснив спробу торпедувати вороже транспортне судно західніше Валлетти, але схибив.
З липня 1941 до серпня 1943 року «Отус» діяв у ролі корабля, що доставляв найнеобхідніші вантажі до обложеної Мальти. Корабель здійснив багато рейсів, перевозячи боєприпаси, паливо, медикаменти та інші необхідні матеріали до захисників острову.
З січня до червня 1943 року проходив плановий ремонт, після якого корабель перевели в категорію навчальних й передислокували до Саймонстауна у Південній Африці, де британські моряки на «Отусі» тренувалися протичовновим діям.
З грудня 1944 року виведений зі складу флоту та переведений до резерву. У 1945 році здійснив перехід до Дурбана, де у вересні 1946 року затоплений в океані.

## Командири корабля
| № | В/звання | Ім'я                             | Період                          |
| - | -------- | -------------------------------- | ------------------------------- |
| 1 | Lt.Cdr.  | Едвард Христіан Фредерік Ніколей | 14 червня 1939 — 21 квітня 1941 |
| 2 | Lt.      | Джон Фредерік Бифой Браун        | 22 квітня — травень 1941        |
| 3 | Lt.      | Річард Молинекс Фавелл           | Травень 1941 — 24 квітня 1942   |
| 4 | Lt.      | Роберт Джуліан Клаттербак        | 24 квітня 1942 — ???            |
| 5 | Lt.      | Джон Філіп Голройд Оклі          | ??? — 3 червня 1943             |
| 6 | Lt.Cdr.  | Вальтер Ніл Іде                  | 3 червня — 3 липня 1943         |
| 7 | Lt.      | Гуго Роуленд Барнвелл            | 3—19 липня 1943                 |
| 8 | Lt.      | Роберт Генрі Г'ю Брюннер         | 19 липня — вересень 1943        |
| 9 | Lt.      | Малькольм Джон Люксмур Дафф      | Вересень 1943 — липень 1945     |